# Andes villiersi
Andes villiersi är en insektsart som beskrevs av Synave 1967. Andes villiersi ingår i släktet Andes och familjen kilstritar. Inga underarter finns listade i Catalogue of Life.